# 치태

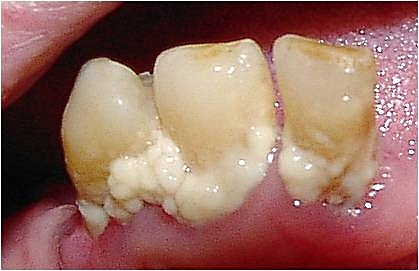
치태가 심하게 낀 모습.

치태(齒苔) 또는 플라그(dental plaque)는 입 안 표면에서 자라나는 미생물막 또는 세균의 덩어리를 말한다. 치태는 끈적거리는 무색의 침전으로 시작하여 치석이 되면 갈색 또는 옅은 노란색으로 치아 사이와 전후면, 씹는 면, 잇몸선 또는 잇몸 아래 치경연을 따라 나타난다. 치태는 또한 미생물 플라크, 구강 균막, 치아 플라크 균막 또는 세균 플라크 균막 등으로도 알려져 있다. 플라크는 보통 충치와 치주병과 같은 구강의 질병에 연관되어 있으며, 치태는 막을 수 없는 통상의 과정을 통해 형성된다.
치태는 충치를 유발할 수 있다. 충치는 발효될 수 있는 당(糖)이 세균에 의해 분해되면서 발생하는 산이 치아 표면의 일부를 파괴하는 현상이다. 또한, 치은염과 치주염을 유발시키기도 한다. 따라서 매일 이 세균 덩어리의 진행을 방해하고 제거하는 것이 중요한데, 정확한 칫솔질과 치실, 치간칫솔, 스케일링으로 플라크를 통제하고 제거할 수 있다.
치아의 미생물막 제거는 중요하다. 이는 산성이 되어 치아를 탈염하거나 치석으로 굳을 수 있다. 치석은 칫솔질이나 치간 보조 기구로 제거되지 않으며, 전문적인 구강청소로만 없앨 수 있다. 그러므로, 치태를 제거하면 충치나 치은염을 예방할 수 있다.

## 개요
보통 음식을 씹어먹을 때 찌꺼기가 많이 끼지만 침에서 나오는 단백질이 시간이 지나 찌꺼기처럼 붙기도 하고, 세균이 붙으며 두꺼워진다. 치태는 충치의 원인이 되기도 한다. 사람의 입에는 항상 음식물을 통해 많은 양의 세균이 들어오는데, 이 세균들은 치태에 달라붙어 잇몸에 염증을 일으키고, 배설물로 오염시켜 치아를 손상시키기 때문이다. 이에 달라붙는 세균은 보통 푸조 박테리움이다.

## 구성요소
구강 내에는 다양한 종류의 세균이 정상적으로 존재한다. 이러한 세균뿐만 아니라 백혈구, 호중구, 대식세포, 림프구 등도 구강 내 정상 미생물군의 일부로 존재한다. 치태의 약 80~90%는 수분으로 이루어져 있으며, 건조 중량의 70%는 세균이고, 나머지 30%는 다당류와 당단백질로 구성된다.

### 세균
생체막을 형성하는 미생물의 대부분은 충치균(학명: Streptococcus mutans)와 기타 혐기성 세균이며, 정확한 구성은 구강 내 위치에 따라 다를 수 있다. 이러한 혐기성 세균에는 Fusobacterium과 Actinobacteria 등이 포함된다. 충치균과 기타 혐기성 세균은 치아 표면의 초기 정착자로서, 초기 생체막 군집 형성에 중요한 역할을 한다. 충치균은 효소 글루칸수크레이스(glucansucrase)를 이용하여 수크로스를 점착성의 세포외 덱스트란 기반 다당류로 전환하여 세균들이 응집하고 치태를 형성하도록 한다. (수크로스는 세균이 이러한 점착성 다당류를 형성하는 데 사용할 수 있는 유일한 당이다.) 이러한 미생물들은 정상적으로 구강 내에 존재하며 일반적으로 무해하다. 그러나 규칙적인 양치질을 통해 치태를 제거하지 않으면, 세균이 통제 없이 증식하여 두꺼운 층을 형성하게 되며, 이들의 대사 과정으로 인해 다양한 치과 질환이 발생할 수 있다. 치아 표면에 가장 가까운 미생물들은 주로 식이 자당을 발효하여 에너지를 얻으며, 이 과정에서 산을 생성하기 시작한다.

### 치태 성숙 과정에서의 세균 변화
치태 형성 단계에 따라 존재하는 세균의 균형이 달라진다.
- 초기 생체막: 주로 그람양성 구균
- 성숙한 생체막(3~4일): 필라멘트와 방추균 증가
- 4~9일간 방치된 치태: 막대균과 필라멘트형 세균을 포함한 더욱 복잡한 균총 형성
- 7~14일: Vibrio 속, 스피로헤타균, 그람음성 세균 증가[9]

## 같이 보기
- 치실
- 스케일링
- 충치
- 영구치
- 유치